# Bess (cantante)
Bess, pseudonimo di Essi Miia Marianna Launimo (22 aprile 1993), è una cantante finlandese.

## Biografia
Dopo aver firmato un contratto con la Universal Music Finland, Bess è salita alla ribalta nel 2017 con il suo singolo Tempo, che ha raggiunto la 13ª posizione della Suomen virallinen lista ed è stato certificato doppio disco di platino con oltre 80 000 unità vendute a livello nazionale. Il suo album di debutto eponimo, a cui hanno contribuito, fra gli altri, Vilma Alina, Jenna Alexa, Matias Melleri, Leo Jupiter e Tuomo Kojander, è stato pubblicato il 22 novembre 2019 e ha debuttato alla 29ª posizione della classifica finlandese. Con oltre 20 000 unità di vendita totalizzate, è stato certificato disco di platino.
Bess è stata confermata fra i sette partecipanti a Uuden Musiikin Kilpailu 2022, il programma di selezione del rappresentante finlandese per l'Eurovision Song Contest, con l'inedito Ram pam pam, numero uno in Finlandia per dieci settimane consecutive e la hit più consumata dell'intero anno. Durante l'evento, Bess si è piazzata al 3º posto.

## Discografia

### Album in studio
- 2019 – Bess
- 2023 – Kädet ylös
- 2025 – Ultravioletti

### EP
- 2023 – Remix Vol. 1

### Singoli
- 2017 – En pysty lopettaa
- 2017 – Tempo
- 2017 – Uneton
- 2018 – Yhden liikaa
- 2018 – Kuuma (feat. Motions)
- 2019 – Feng Shui
- 2019 – Pidä musta kii
- 2019 – Läpinäkyvää (feat. F)
- 2020 – 100% (con Keko Salata e Sexmane)
- 2020 – Aja
- 2020 – Melodia
- 2021 – Peace
- 2021 – Viisi kesää (con Nopsajalka)
- 2021 – Valoo
- 2022 – Ram pam pam
- 2022 – Rakastan en rakasta
- 2022 – Sammumaton
- 2023 – Lähtee käsistä
- 2023 – Missio
- 2023 – Riivattu
- 2024 – Paremmin ku kukaan muu (con Benjamin)
- 2024 – Kyyneleet sateessa
- 2024 – Saanko mä luvan
- 2025 – Suutele mun silmii
- 2025 – Anna tulla
- 2025 – Kaistaa (con Käärijä)